# World Series 1970
Le World Series 1970 sono state la 67ª edizione della serie di finale della Major League Baseball al meglio delle sette partite tra i campioni della National League (NL) 1970, i Cincinnati Reds, e quelli della American League (AL), i Baltimore Orioles. A vincere il loro secondo titolo furono gli Orioles per quattro gare a una.
Fu una sfida tra due squadre dominatrici del baseball in quel periodo e negli anni successivi, gli Orioles reduci dalla clamorosa sconfitta dell'anno precedente e i Reds nella prima versione della celebre "Big Red Machine" che avrebbero disputato quattro finali negli anni settanta.
MVP delle World Series fu Brooks Robinson che ebbe una media battuta di .429 con due fuoricampo ma soprattutto si mise in mostra in difesa, con giocate che derubarono i Reds di diversi giocatori in base. Al termine delle finali, il manager dei Reds Sparky Anderson scherzò: "Sto iniziando a vedere Brooks nei miei sogni. Se lasciassi cadere questo piatto di carta, lo raccoglierebbe e mi eliminerebbe in prima base."
In questa serie Emmett Ashford divenne il primo umpire afroamericano ad arbitrare in finale. Fu anche la prima volta che le World Series si disputarono in un terreno artificiale, quello dell'appena costruito Riverfront Stadium di Cincinnati in gara 1 e 2.

## Sommario
Baltimore ha vinto la serie, 4-1.
| Gara | Data       | Punteggio                                  | Stadio             | Tempo | Pubblico |
| ---- | ---------- | ------------------------------------------ | ------------------ | ----- | -------- |
| 1    | 10 ottobre | Baltimore Orioles – 4, Cincinnati Reds – 3 | Riverfront Stadium | 2:24  | 51.531   |
| 2    | 11 ottobre | Baltimore Orioles – 6, Cincinnati Reds – 5 | Riverfront Stadium | 2:26  | 51.531   |
| 3    | 13 ottobre | Cincinnati Reds – 3, Baltimore Orioles – 9 | Memorial Stadium   | 2:09  | 51.773   |
| 4    | 14 ottobre | Cincinnati Reds – 6, Baltimore Orioles – 5 | Memorial Stadium   | 2:26  | 53.007   |
| 5    | 15 ottobre | Cincinnati Reds – 3, Baltimore Orioles – 9 | Memorial Stadium   | 2:35  | 45.341   |

## Hall of Famer coinvolti
- Orioles: Earl Weaver (manager), Jim Palmer, Brooks Robinson, Frank Robinson
- Reds: Sparky Anderson (man.), Johnny Bench, Tony Pérez